# Polanec
Polanec je priimek, ki ga je v Sloveniji po podatkih Statističnega urada Republike Slovenije na dan 1. januarja 2022 uporabljalo 622 oseb, od tega največ (468) v podravski statistični regiji. Priimek se v Sloveniji po pogostosti uvršča na 414. mesto, v podravski statistični regiji pa na 45. mesto.

## Znani nosilci priimka
- Alenka Kolman Polanec (* 1976), pevka zabavne glasbe, fotomodel, voditeljica prireditev
- Irena Polanec (* 1948), slikarka
- Iva Polanec (1874–neznano), igralka
- Ivan Polanec (1844–1899), šolnik, prevajalec
- Jurij Polanec (18. stoletje), ravnatelj bogoslovnega semenišča v Gorici
- Lujo Polanec (1922 – 1999), veterinar, pred. Visoke kmetijske šole v Mb, publicist, režiser, kulturni delavec
- Pavle Polanec (* 1948), košarkar
- Sašo Polanec, ekonomist, univ. prof.